# Shangyuzhuang (sockenhuvudort i Kina, Shanxi Sheng, lat 38,91, long 112,21)
Shangyuzhuang är en sockenhuvudort i Kina. Den ligger i provinsen Shanxi, i den norra delen av landet, omkring 120 kilometer norr om provinshuvudstaden Taiyuan. Antalet invånare är 7 935. Befolkningen består av 3 747 kvinnor och 4 188 män. Barn under 15 år utgör 16,0 %, vuxna 15-64 år 75 %, och äldre över 65 år 8,0 %.
Runt Shangyuzhuang är det ganska tätbefolkat, med 90 invånare per kvadratkilometer. Närmaste större samhälle är Dongzhai, 14,4 km sydväst om Shangyuzhuang. Trakten runt Shangyuzhuang består i huvudsak av gräsmarker.
Genomsnittlig årsnederbörd är 613 millimeter. Den regnigaste månaden är juli, med i genomsnitt 191 mm nederbörd, och den torraste är januari, med 2 mm nederbörd.